# Maria Belar
Maria Belar, auch Marie Belar, bzw. Maria Bělař oder Marie Bělař (geboren am 19. November 1885 in Wien als Marie Karoline Antonia Bělař; gestorben am 11. November 1942 ebenda) war eine österreichische Physikerin.

## Leben
Maria Belar besuchte das Gymnasium in Brünn, Mähren und maturierte im Oktober 1916. Anschließend studierte sie Physik an der Universität Wien. Unter Stefan Meyer und Felix Ehrenhaft dissertierte sie 1921 mit dem Thema Über Ionenbeweglichkeit in Luft-Dampfgemischen.
Von 1921 bis 1930 sowie im Jahre 1938 war sie Mitarbeiterin am Wiener Institut für Radiumforschung. Mit Karl Przibram, dem Entdecker der Radiophotolumineszenz, arbeitete sie an der Fluoreszenz von Fluoriten. Außer ihrer Dissertation wurden drei weitere ihrer Arbeiten in den Sitzungsberichten der Akademie der Wissenschaften in Wien veröffentlicht.
Sie war die Schwester des Biologen Karl Bělař (1895–1931).

## Schriften
- Über die Beeinflussung der Ionenbeweglichkeit in Luft durch Dämpfe, Diss., Publikation: Akad. d. Wiss., 1921
- Spektrophotometrische Untersuchung der Verfärbungserscheinungen durch Becquerelstrahlen, Hölder-Pichler-Tempsky, A.-G., 1923, S. 45–54
- Gem. mit Karl Przibram: Die Verfärbungen durch Becquerelstrahlen und die Frage des blauen Steinsalzes. Mitteilungen des Instituts für Radiumforschung Nr. 132, Hölder-Pichler-Tempsky, A.-G., 1923, S. 261–277
- Über die Verfärbung des Steinsalzes durch Becquerelstrahlen, Mitteilungen des Instituts für Radiumforschung Nr. 186, 1926, S. 187–195.